# Lonchophylla dekeyseri
Lonchophylla dekeyseri là một loài động vật có vú trong họ Dơi mũi lá, bộ Dơi. Loài này được Taddei, Vizotto, & Sazima mô tả năm 1983.